# Любинский, Александр Валентинович
Алекса́ндр Валенти́нович Лю́бинский (род. 28 октября 1970, Херсон) — советский и украинский футболист, полузащитник и нападающий. Мастер спорта Украины.

## Биография
Воспитанник херсонского «Кристалла». Взрослую карьеру начал в 1987 году в составе «Кристалла» во второй лиге СССР, сыграв 8 матчей за два сезона. В 1989—1990 годах проходил военную службу, затем вернулся в «Кристалл» и в последнем сезоне первенства СССР сыграл 27 матчей во второй низшей лиге.
В феврале-апреле 1992 года выступал за клуб первой лиги Украины «Полиграфтехника» (Александрия), в нём не был игроком стартового состава. В мае 1992 года перешёл в «Мелиоратор» (Каховка), игравший во второй (переходной) лиге, и выступал за него два года, сыграв 67 матчей. В начале 1994 года перешёл в «Борисполь», с которым стал победителем второй лиги сезона 1993/94, однако после повышения в классе покинул клуб. Осенью 1994 года играл во второй лиге за «Водник» (Херсон), а затем снова выступал за «Мелиоратор», где за полсезона забил 9 голов.
Летом 1995 года перешёл в винницкую «Ниву», выступавшую в высшей лиге и стал игроком стартового состава. Дебютный матч в элите сыграл 25 июля 1995 года против «Кремня», а первый гол забил в своём третьем матче — 2 августа в ворота донецкого «Шахтёра». Со своим клубом стал финалистом Кубка Украины сезона 1995/96, выходил на поле во всех пяти матчах. Летом 1996 года провёл 4 матча в Кубке обладателей кубков. Всего за полтора сезона в составе «Нивы» сыграл 46 матчей и забил 4 гола в высшей лиге.
В начале 1997 года вернулся в херсонский «Кристалл» и провёл в клубе четыре неполных сезона, клуб позже был переименован в ФК «Херсон». В весенней части сезона 1996/97 стал автором 11 голов (из них 5 — с пенальти), в дальнейшем результативность игрока снизилась. Становился победителем (1997/98) и серебряным призёром (1998/99) зонального турнира второй лиги, однако клуб по итогам сезонов не повышался в классе. В начале 2000 года покинул херсонский клуб и провёл по половине сезона в командах второй лиги «Металлург» (Никополь) и «Олком» (Мелитополь). В дальнейшем несколько лет выступал на любительском уровне.
После окончания игровой карьеры работал тренером в ДЮСШ «Освита» (Херсон). Приводил свои команды к призовым местам во всеукраинских и региональных турнирах. Принимал участие в матчах ветеранов.

## Достижения
- Финалист Кубка Украины: 1995/96